# Willy Raatz
Willy Raatz (* 11. Januar 1910 in Alt Banzin nahe Köslin; † 11. Januar 2010 in Husum) war ein deutscher bildender Künstler. 

## Leben
Willy Raatz wurde in Pommern geboren. Während seiner Jugendzeit zeigte sich seine Begabung durch Schnitzereien, Tonfiguren und Zeichnungen, es folgte eine Malerlehre. Nach Ende des Zweiten Weltkrieges siedelte sich die Familie Raatz in Husum an, wo Willy Raatz  als Reklamemaler, Grafiker und Kunstmaler arbeitete. Neben seinen  Werken mit Bildern und Zeichnungen von Landschaften, Menschen und Tieren, Buchillustrationen und plastischen Werken aus Holz und Ton, haben vor allem seine Wand- und Fassadenmalereien das Stadtbild Husums geprägt.
Zu seinen bekanntesten Holzschnitzarbeiten zählt die Krieger-Gedenktafel des Amtes Traventhal. 
Willy Raatz lebte seit der Auflösung seiner Werkstatt im Jahr 2000 in Flensburg, kehrte aber Ende 2009 nach Husum zurück. Anlässlich seines 100. Geburtstages fand dort eine Ausstellung seiner Werke statt. Am selben Tag ist er verstorben.